# Меградзорское золоторудное месторождение
Меградзорское золоторудное месторождение — четвёртое по запасам чистого золота месторождение в Армении. Залежи расположены в Котайкской области, возле села Меградзор. Запасы чистого золота на месторождении оцениваются в 22 тонны.